# Шихваргер, Лев Давидович
Лев Давидович Шихваргер ( 7 июня 1911 года, село Каменка, Королевство Румыния — дата смерти 30 мая 1973 года, Каз. ССР , Джамб. области, село Мерке) колхозник, председатель колхоза «Новый путь»( колхоз им. Жданова)  Меркенского района, Герой Социалистического Труда (1948).

## Биография
Родился в 1911 году в селе Каменка, Королевство Румыния (сегодня — Глодянский район, Молдавия). В начале 30-х годов XX столетия переехал в Григориополь. В 1931 году окончил сельскохозяйственную школу, после чего стал работать агрономом в колхозе имени Ленина Григориопольского района. С 1937 года по 1941 год работал в управлении колхоза. После начала Великой Отечественной войны эвакуировался в Казахскую ССР, где стал работать в колхозе «Восток» Луговского района Джамбулской области. Потом перешёл на работу в колхозе «Новый путь» Меркенского района Джамбулской области. Через некоторое время был назначен председателем колхоза «Новый путь».
В 1945 году колхоз «Новый путь» под руководством Льва Шихваргера собрал 894,8 центнеров сахарной свеклы с участка площадью 19 гектаров. За эффективное руководство колхозом Лев Шихваргер был удостоен в 1948 году звания Героя Социалистического Труда.

## Награды
- медаль «Серп и Молот» (28.03.1948);
- орден Ленина (28.03.1948);
- медаль «За трудовое отличие» (09.04.1947).